# Dansen på Frötjärn
Dansen på Frötjärn är en roman av Hjalmar Bergman från 1915.

## Handling
Något av en fristående fortsättning på Två släkter men fokus är förskjutet mot andra delar av kretsen kring släkten Siedel. Centralt i denna roman är kvinnorna och deras uppoffringar då man får följa dels fru Gunhild Lilja (född Bourmaister) på Hviskingeholm och dels fru Barbro Rygell (född Backe) på Frötjärn. Fru Gunhilds oskyldiga fantasier för att uthärda en grå vardag övergår i sinnessjukdom medan fru Barbro förtärs av olycklig kärlek till ännu en Bourmaister, kusin till fru Gunhild. Fru Barbro försöker döva sina plågor med allehanda upptåg och danskvällar på Frötjärn varefter romanen får en dramatisk kulmen. 